# Deperdussin 1912 Racing Monoplane
De  Deperdussin 1912 Racing Monoplane was een Frans eenmotorig hoogdekker racevliegtuig met een vast wielonderstel, ontwikkeld en geproduceerd door vliegtuigfabriek Aéroplanes Deperdussin. De eerste vlucht was eind 1911 of begin 1912. Het was het eerste vliegtuig dat op 22 Februari 1912, vliegend in een rechte lijn en op gelijke hoogte, door de 100 mph (= 161 km/u) snelheidsgrens brak.

## Ontwerp en historie
De Deperdussin 1912 Racing Monoplane had een houten romp met een vierkante rompdoorsnede, met aan de onder- en bovenkant ronde vormdelen voor de stroomlijn, geconstrueerde van gelaagd hout. Ook de taps toelopende vleugels waren geconstrueerd van hout. De vleugelkoorde was aan de tip groter (1,6 m) dan aan de wortel (1,3 m). Het voordeel hiervan was dat dit de besturing over de langsas door middel van vleugeltordatie (verdraaiing) effectiever maakte.
Het toestel was uitgerust met een Gnome Lambda 100 kW (140 pk) rotatiemotor met 14-cilinders, opgesteld in een dubbele ster van zeven cilinders achter elkaar, die een tweebladige Chauvière-propeller aandreef. 